# Cultivo comercial

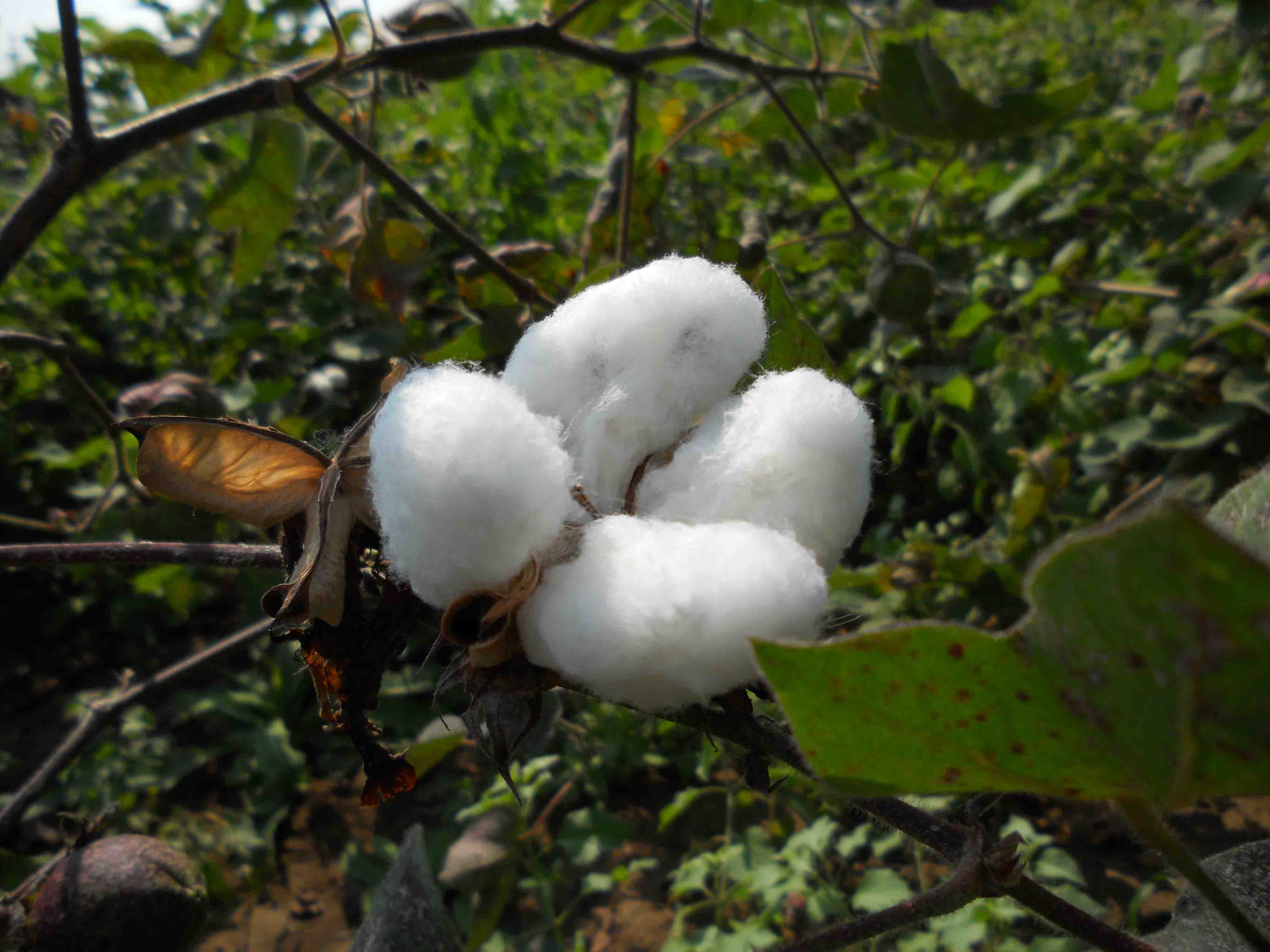
Una mota de algodón. El algodón es un cultivo comercial importante. Según el Consejo Nacional del Algodón de América, en 2014, China era el país productor de algodón más grande del mundo con una producción estimada de alrededor de cien millones de pacas de 480 libras.

Un cultivo comercial o cultivo lucrativo es un cultivo agrícola que se cultiva para vender con fines lucrativos. Por lo general, lo compran partes separadas de la granja. El término se utiliza para diferenciar los cultivos comercializados de los cultivos de subsistencia, que son los que se alimentan al propio ganado del productor o que se cultivan como alimento para la familia del productor. En épocas anteriores, los cultivos comerciales solían ser solo una pequeña (pero vital) parte del rendimiento total de una granja, mientras que hoy, especialmente en los países desarrollados y entre los pequeños agricultores, casi todos los cultivos se cultivan principalmente para obtener ingresos. En los países menos desarrollados, los cultivos comerciales suelen ser cultivos que atraen la demanda en las naciones más desarrolladas y, por lo tanto, tienen cierto valor de exportación.
Los precios de los principales cultivos comerciales se establecen en los mercados de productos básicos con alcance mundial, con alguna variación local (denominada "base") basada en los costos de flete y el equilibrio de la oferta y la demanda locales. Una consecuencia de esto es que una nación, región o productor individual que dependa de tal cultivo puede sufrir precios bajos si una cosecha abundante en otro lugar lleva a un exceso de oferta en los mercados globales. Este sistema ha sido criticado por los agricultores tradicionales. El café es un ejemplo de un producto que ha sido susceptible a variaciones significativas en los precios de futuros de productos básicos.

## Globalización
Las cuestiones relacionadas con los subsidios y las barreras comerciales sobre dichos cultivos se han vuelto controvertidas en las discusiones sobre la globalización. Muchos países en desarrollo asumen la posición de que el actual sistema de comercio internacional es injusto porque ha provocado que se reduzcan los aranceles en los productos industriales al tiempo que ha permitido aranceles bajos y subsidios agrícolas para los productos agrícolas. Esto hace que sea difícil para una nación en desarrollo exportar sus bienes al exterior y obliga a las naciones en desarrollo a competir con bienes importados que son exportados desde naciones desarrolladas a precios artificialmente bajos. La práctica de exportar a precios artificialmente bajos se conoce como dumping y es ilegal en la mayoría de las naciones. La controversia sobre este tema llevó al colapso de las conversaciones comerciales de Cancún en 2003, cuando el Grupo de los 22 se negó a considerar los puntos de la agenda propuestos por la Unión Europea a menos que se abordara el tema de los subsidios agrícolas.

## Por zonas climáticas

### Ártico
El clima del Ártico generalmente no es propicio para el cultivo de cultivos comerciales. Sin embargo, un cultivo comercial potencial para el Ártico es la Rhodiola rosea, una planta resistente utilizada como hierba medicinal que crece en el Ártico.

### Templado
Los cultivos comerciales que se cultivan en regiones con un clima templado incluyen muchos cereales (trigo, centeno, maíz, cebada, avena), cultivos oleaginosos (semillas de uva, semillas de mostaza), hortalizas (patatas), árboles madereros (piceas, pinos, abetos), frutas de árbol o frutas de copa (por ejemplo, manzanas, cerezas) y frutos rojos (por ejemplo, fresas, frambuesas).

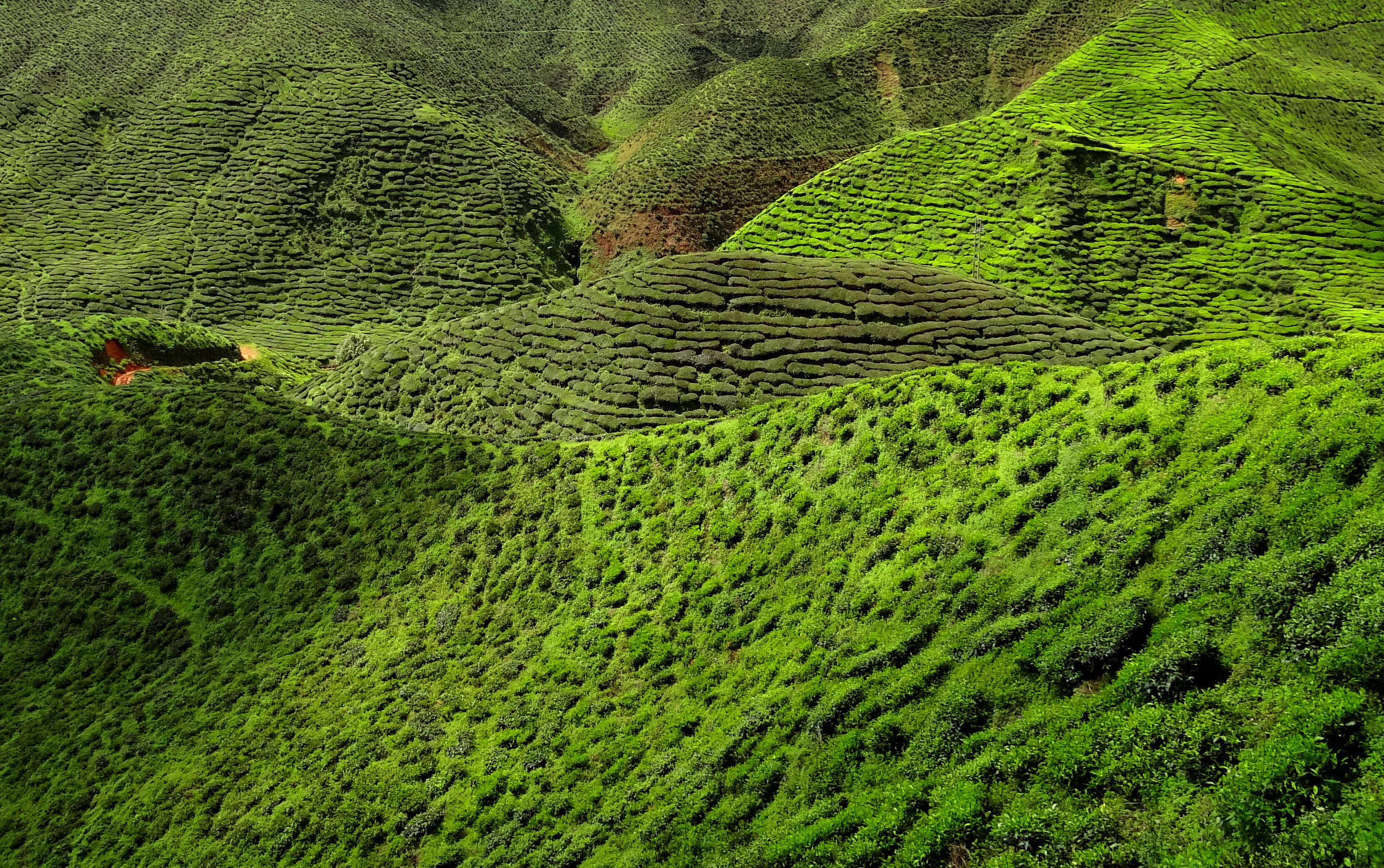
Una plantación de té en Cameron Highlands en Malasia

### Subtropical
En las regiones con clima subtropical, los cultivos oleaginosos (por ejemplo, soja), el algodón, el arroz, el tabaco, el índigo, los cítricos, las granadas y algunas hortalizas y hierbas son los cultivos comerciales predominantes.

### Tropical
En regiones con clima tropical, el café, cacao, caña de azúcar, plátanos, naranjas, algodón y yute (una fibra vegetal suave y brillante que se puede hilar en hilos gruesos y fuertes) son cultivos comerciales comunes. La palma aceitera es una palmera tropical y su fruto se utiliza para hacer aceite de palma.

## Por continente y país

### África

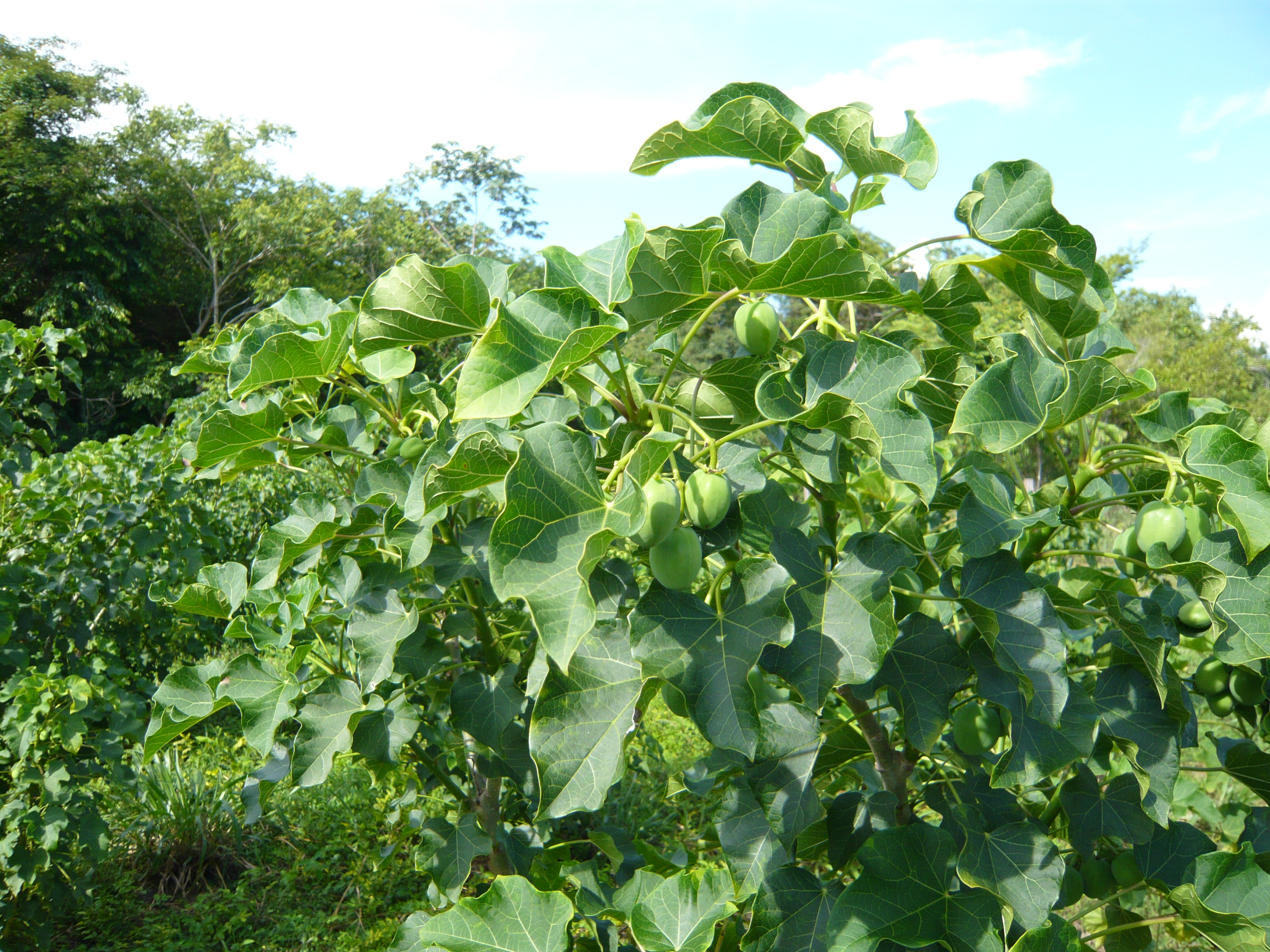
Jatropha curcas es un cultivo comercial que se utiliza para producir biocombustible.

Alrededor del 60 por ciento de los trabajadores africanos están empleados en el sector agrícola, y alrededor de las tres quintas partes de los agricultores africanos son agricultores de subsistencia. Por ejemplo, en Burkina Faso el 85% de sus residentes (más de dos millones de personas) dependen de la producción de algodón para obtener ingresos, y más de la mitad de la población del país vive en la pobreza. Las granjas más grandes tienden a producir cultivos comerciales como café, té,  algodón, cacao, frutas  y caucho. Estas granjas, generalmente operadas por grandes corporaciones, cubren decenas de kilómetros cuadrados y emplean a un gran número de trabajadores. Las granjas de subsistencia proporcionan una fuente de alimentos y un ingreso relativamente pequeño para las familias, pero generalmente no producen lo suficiente para hacer posible la reinversión.
La situación en la que las naciones africanas exportan cultivos mientras un número significativo de personas en el continente luchan contra el hambre se ha atribuido a los países desarrollados, incluidos Estados Unidos, Japón y la Unión Europea. Estos países protegen sus propios sectores agrícolas, a través de altos aranceles de importación y ofrecen subsidios a sus agricultores,  que algunos han sostenido que conduce a la sobreproducción de productos básicos como algodón,  granos y leche. El resultado de esto es que el precio global de tales productos se reduce continuamente hasta que los africanos no pueden competir en los mercados mundiales,  excepto en cultivos comerciales que no crecen fácilmente en climas templados.

África ha experimentado un crecimiento significativo en las plantaciones de biocombustibles, muchas de las cuales se encuentran en tierras que fueron compradas por empresas británicas. Jatropha curcas es un cultivo comercial que se cultiva para la producción de biocombustibles en África. Algunos han criticado la práctica de cultivar plantas no alimentarias para la exportación mientras África tiene problemas de hambre y escasez de alimentos, y algunos estudios han correlacionado la proliferación de adquisiciones de tierras, a menudo para su uso en cultivos comerciales no alimentarios, con el aumento de las tasas de hambre en África.

### Australia
Australia produce cantidades importantes de lentejas . En 2010 se estimó que Australia produciría aproximadamente 143.000 toneladas de lentejas.  La mayor parte de la cosecha de lentejas de Australia se exporta al subcontinente indio y al Medio Oriente.

### Italia
Cassa per il Mezzogiorno de Italia en 1950 llevó al gobierno a implementar incentivos para cultivar cultivos comerciales como tomates, tabaco y frutas cítricas. Como resultado, crearon una abundancia excesiva de estos cultivos, lo que provocó una saturación excesiva de estos cultivos en el mercado mundial. Esto provocó la depreciación de estos cultivos.

### Estados Unidos

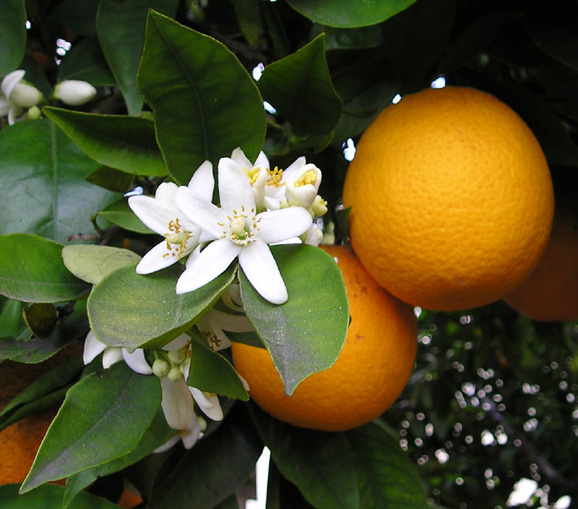
Las naranjas son un cultivo comercial importante en los EE. UU.

El cultivo comercial en los Estados Unidos saltó a la fama después de la generación del baby boom y el final de la Segunda Guerra Mundial. Fue visto como una forma de alimentar al gran bum demográfico y sigue siendo el factor principal para tener un suministro de alimentos asequible en los Estados Unidos. Según el censo de agricultura de los Estados Unidos de 1997, el 90 % de las granjas en los Estados Unidos todavía eran propiedad de familias, con un 6 % adicional propiedad de una sociedad. Los agricultores de cultivos comerciales han utilizado tecnologías agrícolas de precisión combinadas con prácticas probadas en el tiempo para producir alimentos asequibles. Según las estadísticas del Departamento de Agricultura de los Estados Unidos (USDA) para 2010, los estados con las mayores cantidades de producción de fruta son California, Florida y Washington.

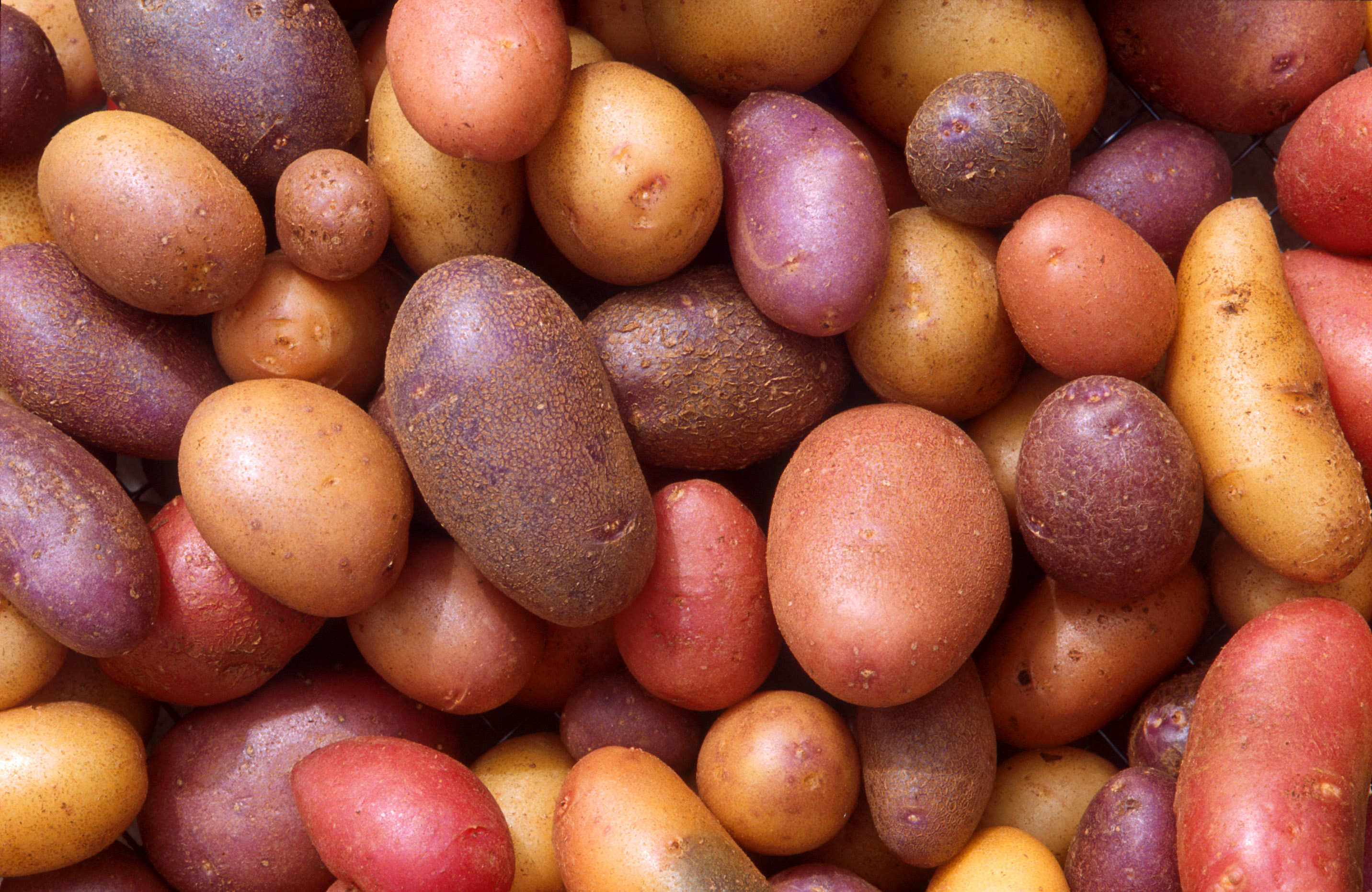
Varias variedades de papa

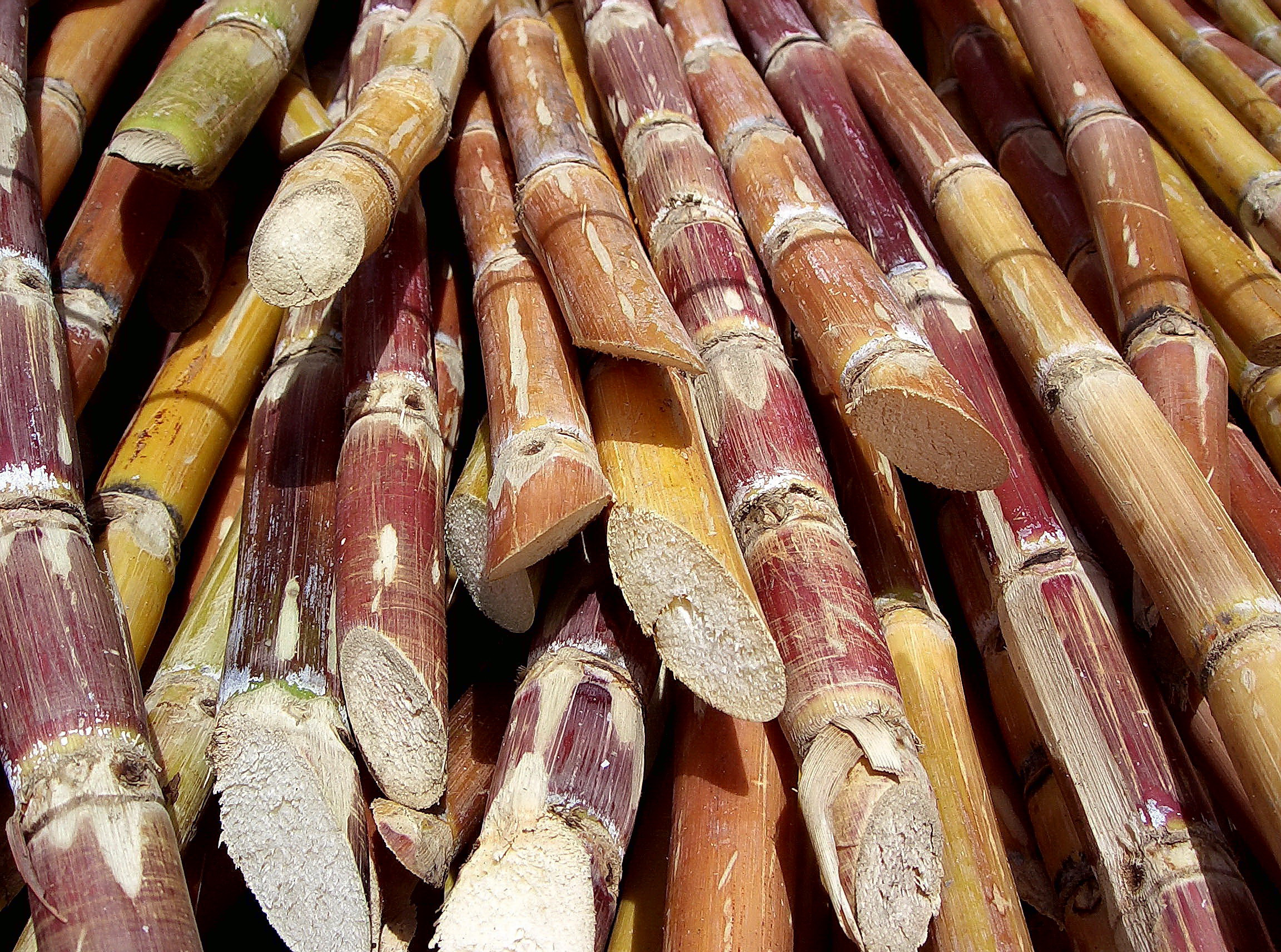
Caña de azúcar en rodajas, un importante cultivo comercial en Hawái

### Vietnam
El coco es un cultivo comercial de Vietnam.

## Cultivos comerciales globales
Las palmas de coco se cultivan en más de 80 países del mundo, con una producción total de 61 millones de toneladas por año. El aceite y la leche derivados de él se utilizan comúnmente para cocinar y freír; El aceite de coco también se usa ampliamente en jabones y cosméticos .

## Sostenibilidad de los cultivos comerciales
Aproximadamente el 70% de los alimentos del mundo es producido por 500 millones de pequeños agricultores. Para su sustento, dependen de la producción de cultivos comerciales, productos básicos que son difíciles de diferenciar en el mercado. La gran mayoría (80%) de las granjas del mundo miden 2 hectáreas o menos. Estos pequeños agricultores se encuentran principalmente en países en desarrollo y, a menudo, no están organizados, son analfabetos o solo disfrutan de educación básica. Los pequeños agricultores tienen poco poder de negociación y los ingresos son bajos, lo que lleva a una situación en la que no pueden invertir mucho para mejorar sus negocios. En general, los agricultores carecen de acceso a insumos agrícolas y financiación, y no tienen suficiente conocimiento sobre buenas prácticas agrícolas y comerciales. Estos problemas de alto nivel en muchos casos amenazan el futuro de los sectores agrícolas y las teorías comienzan a evolucionar sobre cómo asegurar un futuro sostenible para la agricultura. Se inician transformaciones de mercado sostenibles en las que los líderes de la industria trabajan juntos en un entorno precompetitivo para cambiar las condiciones del mercado. La intensificación sostenible se centra en facilitar a los agricultores emprendedores. Para estimular la inversión agrícola, también están surgiendo proyectos sobre el acceso a la financiación para la agricultura. Un ejemplo es la metodología SCOPE, una herramienta de evaluación que mide la madurez de la gestión y el profesionalismo de las organizaciones de productores para brindar a las organizaciones financieras una mejor comprensión de los riesgos involucrados en la financiación. Actualmente, el financiamiento agrícola siempre se considera riesgoso y las instituciones financieras lo evitan.

## Cultivos comerciales del mercado negro

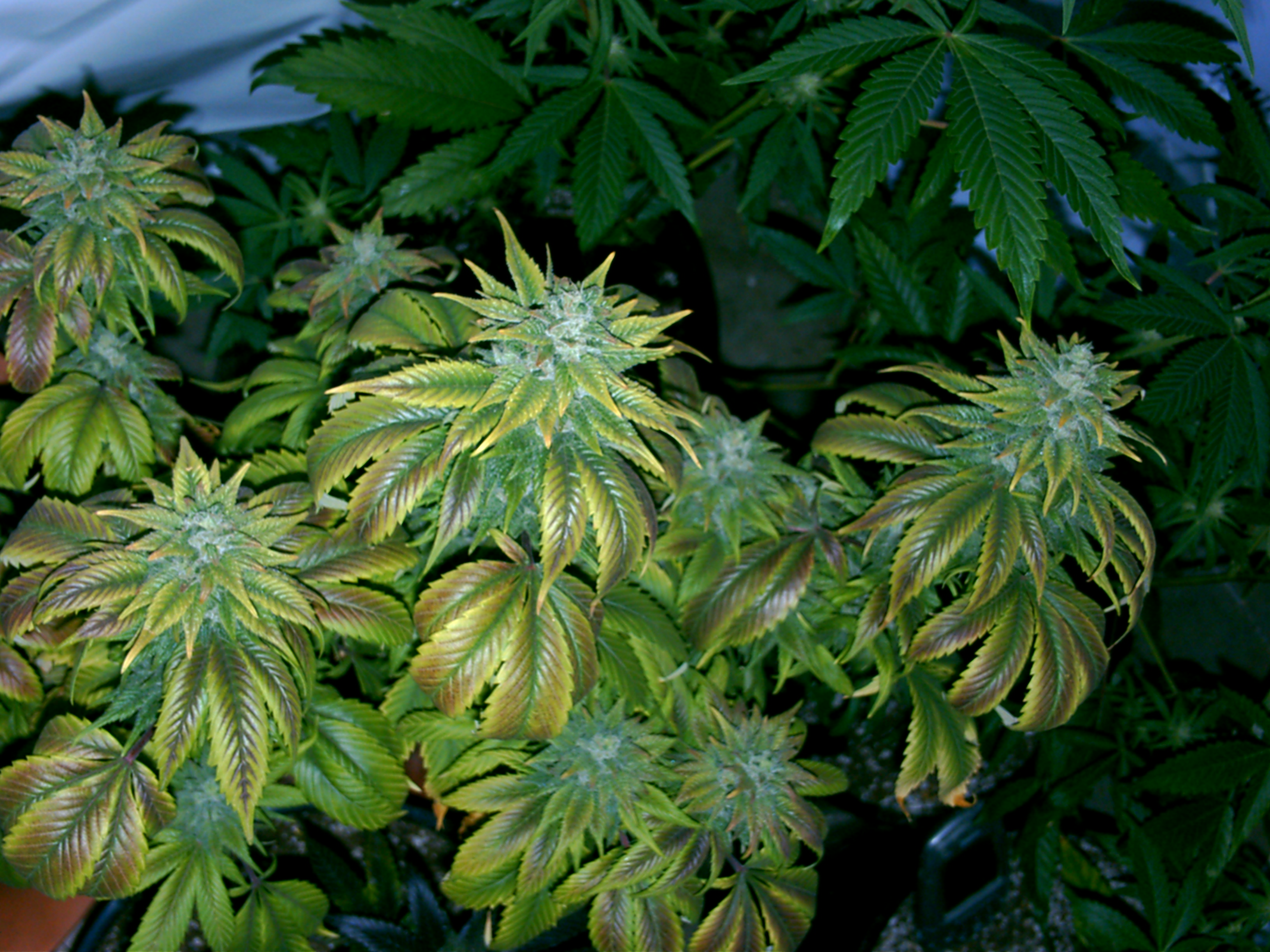
En los EE. UU., el cannabis se ha denominado cultivo comercial.

La coca, la amapola y el cannabis son importantes cultivos comerciales del mercado negro, cuya prevalencia varía. En los Estados Unidos, algunos consideran que el cannabis es el cultivo comercial más valioso. En 2006, se informó en un estudio por Jon Gettman, un investigador de políticas de marihuana, que en contraste con las cifras del gobierno para cultivos legales como el maíz y el trigo y usando las proyecciones del estudio para la producción de cannabis en los EE. UU. en ese momento, el cannabis era citado como "el principal cultivo comercial en 12 estados y entre los tres principales cultivos comerciales en 30".  El estudio también estimó que la producción de cannabis en ese momento (en 2006) estaba valorada en 35.800 millones de dólares, lo que excedía el valor combinado del maíz en 23.300 millones de dólares y el trigo en 7.500 millones de dólares.

## Otras lecturas
- Ryan, Orla (23 de agosto de 2002). «Aid workers grope for famine causes». Consultado el 4 de abril de 2012.
- Olley, Lola (29 de junio de 2009). «Could This Be Africa's Next Cash Crop?». Consultado el 4 de abril de 2012.
- Staff (3 de abril de 2012). «Native plants, herbal supplements could be cash crops for North Country, SLU prof says». North Country Now. Consultado el 3 de abril de 2012.
- Lonergan, Kerry (5 de noviembre de 2008). «Cash Crops». Australian Broadcasting Corporation. Consultado el 4 de abril de 2012.
- «Cash Crop – AWB Scandal (Report)». The Age. Archivado desde el original el 17 de septiembre de 2008. Consultado el 4 de abril de 2012.
- Rowbotham, Jill (28 de julio de 2010). «High yield expected from cash for crop research». The Australian. Consultado el 4 de abril de 2012.
- Documento de trabajo de Nepru # 80, Unidad de Investigación de Política Económica de Namibia. Hopolang Phororo.
- Hillstrom, Kevin; Hillstrom, Laurie Collier (2003). Australia, Oceania, and Antarctica: A Continental Overview of Environmental Issues. ABC-CLIO, Inc. pp. 73-119. ISBN 9781576076941. Consultado el 9 de abril de 2012. ISBN 1576076954